# Bosebergstjärnen
Bosebergstjärnen är en sjö i Torsby kommun i Värmland och ingår i Göta älvs huvudavrinningsområde. Sjöns area är 0,01 kvadratkilometer och den är belägen 261,8 meter över havet.